# Federația Română de Squash
Federația Română de Squash (FRS) este o structură sportivă de interes național ce desfășoară, organizează și promovează activitatea de squash din România. Înființată în anul 2013, este membră a Comitetului Olimpic Român (COSR), a Federației Mondiale de Squash (WSF) și a Federației Europene de Squash (ESF).

## Scop și obiective
Federația Română de Squash are ca scop principal dezvoltarea la nivel național a squash-ului, precum și aplicarea unui sistem organizat de selecție, pregătire și participare în competiții, în vederea dezvoltării activității de performanță și obținerea unor rezultate de prestigiu pe plan național și internațional.
Principalele obiective a Federației Române de Squash sunt:
- dezvoltarea și promovarea squash-ului pe teritoriul României;
- asigurarea mijloacelor și condițiilor necesare pentru pregătirea sportivilor de performanță;
- organizarea și elaborarea sistemului competițional intern prin care să se asigure desfășurarea de campionate și competiții de squash la toate nivelurile;
- acționează pentru promovarea, de către sportivi, antrenori, arbitri și alți tehnicieni din domeniu a spiritului de “fair-play’’, cinste, corectitudine, muncă, întrajutorare în pregătire și competiții;

## Vezi și
- Sportul în România